# Basil Poledouris
Basilis Konstantine "Basil" Poledouris, född 21 augusti 1945 i Kansas City, Missouri, död 8 november 2006 i Los Angeles, Kalifornien, var en grekisk-amerikansk kompositör, mest inriktad på musik till film och TV. Poledouris vann en Emmy för bästa musik med miniserien Lonesome Dove 1989.
Han tillbringade sina sista fyra år på Vashon Island i staten Washington och avled 8 november 2006 i Los Angeles, Kalifornien vid 61 års ålder till följd av komplikationer från cancer.

## Filmografi

### Filmer
- Extreme Close-Up (1973)
- Tintorera (1977)
- Big Wednesday (1978)
- 1980 – The House of God
- 1980 – Den blå lagunen
- Summer Lovers (1982)
- 1982 – Conan Barbaren
- Protocol (1984)
- 1984 – Conan förgöraren
- 1984 – Röd gryning
- Making the Grade (1984)
- Flesh & Blood (1985)
- Iron Eagle (1986)
- Cherry 2000 (1987)
- No Man's Land (1987)
- 1987 – RoboCop
- Split Decisions (1988)
- Spellbinder (1988)
- Farewell to the King (1989)
- Wired (1989)
- Quigley Down Under (1990)
- 1990 – Jakten på röd oktober
- Flight of the Intruder (1991)
- 1991 – Tillbaka till den blå lagunen
- 1991 – Varghunden
- Harley Davidson and the Marlboro Man (1991)
- Wind (1992)
- 1993 – Hot Shots! Part Deux
- 1993 – Robocop 3
- 1993 – Rädda Willy
- 1994 – På farlig mark
- Serial Mom (1994)
- 1994 – Lassie
- 1994 – The Jungle Book
- Rädda Willy 2 (1995)
- 1995 – Under belägring 2
- It's My Party (1996)
- Celtic Pride (1996)
- Amanda (1996)
- 1996 – The War at Home
- 1997 – Breakdown
- 1997 – Starship Troopers
- 1997 – Switchback
- 1998 – Les Misérables
- Kimberly (1999)
- For Love of the Game (1999)
- 1999 – Mickey Blue Eyes
- Cecil B. DeMented (2000)
- 2001 – Crocodile Dundee i Los Angeles
- 2002 – The Touch
- The Legend of Butch and Sundance (2003)

### Miniserier
- Amerika (miniserie) (14-timmars miniserie) (1987)
- Lonesome Dove (8-timmars miniserie) (1989) (Emmy Award vinnare för bästa musik)
- Zoya (4-timmars miniserie) (huvudlåt) (1995)

### TV
- Congratulations, It's a Boy (1971)
- Three for the Road (1974)
- Hollywood 90028 (1979)
- Dolphin (1979)
- A Whale for the Killing (1981)
- Fire on the Mountain (1981)
- Amazons (1984)
- Single Women, Single Bars (1984)
- Alfred Hitchcock Presents (pilot) (1985)
- Misfits of Science (pilot) (1986)
- The Twilight Zone: "Profile in Silver" (1986)
- The Twilight Zone: "Monsters" (1986)
- The Twilight Zone: "A Message from Charity" (1986)
- Prison for Children (1987)
- Island Sons (pilot) (1987)
- Intrigue (pilot) (1988)
- L.A. Takedown (pilot) (1989)
- Nasty Boys (pilot) (1989)
- Nasty Boys: "Lone Justice" (1990)
- Life & Times of Ned Blessing (pilot) (1991)
- If These Walls Could Talk II (2000)
- Love and Treason (2001)

### Andra verk
- OS i Atlanta 1996 (Öppningsceremonin)
- Conan Sword & Sorcery Spectacular (Universal Studios' liveshow)
- American Journeys (En Circle-Vision 360° filmad på Disneyland och Magic Kingdom)
- Flyers (IMAX)
- Behold Hawaii (IMAX)